# Cupa Federației 2020
La Cupa Federației 2020 fue la primera edición de esa copa en que participan solamente los equipos de la División Nacional de Moldavia.
La competición empezó el 15 de febrero de 2020 y finalizó el 7 de marzo del mismo año. Sfântul Gheorghe conquistó el título de la competición tras ganar en la final al Petrocub Hîncești por el marcador de 2-0.

## Participantes
| Equipo             | Ciudad    | Estadio                     | Capacidad |
| ------------------ | --------- | --------------------------- | --------- |
| Codru Lozova       | Lozova    | Ghidighici Stadionul        | 1.500     |
| Dacia Buiucani     | Chisináu  | CSCT Buiucani               | 300       |
| Dinamo Tiraspol    | Tiráspol  | Estadio Dinamo-Auto         | 3.525     |
| Florești           | Florești  | Stadionul Izvoare           | 1.000     |
| Milsami Orhei      | Orhei     | Complejo Deportivo de Orhei | 2.539     |
| Petrocub Hîncești  | Hîncești  | Stadionul Municipal         | 1.500     |
| Sfîntul Gheorghe   | Suruceni  | Estadio Suruceni            | 1.000     |
| Sheriff Tiraspol   | Tiráspol  | Estadio Sheriff             | 13.460    |
| Speranța Nisporeni | Nisporeni | Complejo Deportivo de Orhei | 2.539     |
| Zimbru Chișinău    | Chisináu  | Estadio Zimbru              | 10.600    |

## Primera fase

### Grupo A

#### Clasificación
| Pos. | Equipo            | PJ | PG | PE | PP | GF | GC | DG  | Pts. |                           |
| ---- | ----------------- | -- | -- | -- | -- | -- | -- | --- | ---- | ------------------------- |
| 1    | Petrocub Hîncești | 5  | 5  | 0  | 0  | 20 | 2  | +18 | 15   | Clasificación a la final  |
| 2    | Milsami Orhei     | 5  | 2  | 0  | 3  | 6  | 15 | −9  | 6    | Disputa del tercer lugar  |
| 3    | Sheriff Tiraspol  | 5  | 1  | 1  | 3  | 3  | 9  | −6  | 4    | Disputa del quinto lugar  |
| 4    | Florești          | 5  | 0  | 3  | 2  | 4  | 10 | −6  | 3    | Disputa del Séptimo lugar |
| 5    | Zimbru Chișinău   | 5  | 2  | 1  | 2  | 8  | 7  | +1  | 7    | Eliminado                 |

#### Fixture
| Fecha                 | Hora  | Partido              | Partido        | Partido            |
| --------------------- | ----- | -------------------- | -------------- | ------------------ |
| 15 de febrero de 2020 | 14:00 | FC Petrocub Hîncești | 3-0            | Zimbru Chișinău    |
| 16 de febrero de 2020 | 12:30 | Sheriff Tiraspol     | 2-2            | Florești           |
| 16 de febrero de 2020 | 14:00 | Milsami Orhei        | 2-4            | Speranța Nisporeni |
| 19 de febrero de 2020 | 11:00 | Zimbru Chișinău      | 5-0            | Milsami Orhei      |
| 19 de febrero de 2020 | 12:30 | Florești             | 0-4            | Petrocub Hîncești  |
| 22 de febrero de 2020 | 11:00 | Zimbru Chișinău      | 2-0            | Codru Lozova       |
| 22 de febrero de 2020 | 14:00 | Petrocub Hîncești    | 3-0            | Sheriff Tiraspol   |
| 22 de febrero de 2020 | 14:00 | Milsami Orhei        | 2-0            | Florești           |
| 26 de febrero de 2020 | 11:00 | Sheriff Tiraspol     | 0-2            | Milsami Orhei      |
| 26 de febrero de 2020 | 14:00 | Florești             | 1-1            | Zimbru Chișinău    |
| 29 de febrero de 2020 | 11:00 | Zimbru Chișinău      | 0-3 (walkover) | Sheriff-2 Tiraspol |
| 29 de febrero de 2020 | 14:00 | Milsami Orhei        | 0-6            | Petrocub Hîncești  |
| 29 de febrero de 2020 | 14:00 | Florești             | 1-1            | Dacia Buiucani     |

### Grupo B

#### Clasificación
| Pos. | Equipo               | PJ | PG | PE | PP | GF | GC | DG | Pts. |                           |
| ---- | -------------------- | -- | -- | -- | -- | -- | -- | -- | ---- | ------------------------- |
| 1    | Sfântul Gheorghe     | 5  | 4  | 0  | 1  | 9  | 6  | +3 | 12   | Clasificación a la final  |
| 2    | Dacia Buiucani       | 5  | 3  | 1  | 1  | 9  | 4  | +5 | 10   | Disputa del tercer lugar  |
| 3    | Dinamo-Auto Tiraspol | 5  | 3  | 0  | 2  | 9  | 9  | 0  | 9    | Disputa del quinto lugar  |
| 4    | Speranța Nisporeni   | 5  | 2  | 0  | 3  | 8  | 9  | −1 | 6    | Disputa del séptimo lugar |
| 5    | Codru Lozova         | 5  | 0  | 0  | 5  | 2  | 10 | −8 | 0    |                           |

#### Fixture
| Fecha                 | Hora  | Partido              | Partido | Partido              |
| --------------------- | ----- | -------------------- | ------- | -------------------- |
| 15 de febrero de 2020 | 11:00 | Sfântul Gheorghe     | 2-1     | Dacia Buiucani       |
| 15 de febrero de 2020 | 12:30 | Dinamo-Auto Tiraspol | 3-0     | Codru Lozova         |
| 19 de febrero de 2020 | 11:00 | Sfântul Gheorghe     | 2-1     | Sheriff Tiraspol     |
| 19 de febrero de 2020 | 12:30 | Codru Lozova         | 1-2     | Speranța Nisporeni   |
| 19 de febrero de 2020 | 14:00 | Dacia Buiucani       | 4-0     | Dinamo-Auto Tiraspol |
| 22 de febrero de 2020 | 12:30 | Speranța Nisporeni   | 1-2     | Dacia Buiucani       |
| 22 de febrero de 2020 | 14:00 | Dinamo-Auto Tiraspol | 2-1     | Sfântul Gheorghe     |
| 26 de febrero de 2020 | 11:00 | Sfântul Gheorghe     | 2-1     | Speranța Nisporeni   |
| 26 de febrero de 2020 | 14:00 | Dacia Buiucani       | 1-0     | Codru Lozova         |
| 26 de febrero de 2020 | 14:00 | Dinamo-Auto Tiraspol | 2-4     | Petrocub Hîncești    |
| 29 de febrero de 2020 | 14:00 | Speranța Nisporeni   | 0-2     | Dinamo-Auto Tiraspol |
| 29 de febrero de 2020 | 14:00 | Codru Lozova         | 1-2     | Sfântul Gheorghe     |

## Fase final

### Disputa del séptimo lugar
| Fecha              | Hora  | Partido  | Partido        | Partido            |
| ------------------ | ----- | -------- | -------------- | ------------------ |
| 6 de marzo de 2020 | 14:00 | Florești | 2-2 (4-5 pen.) | Speranța Nisporeni |

### Disputa del quinto lugar
| Fecha              | Hora  | Partido          | Partido | Partido              |
| ------------------ | ----- | ---------------- | ------- | -------------------- |
| 6 de marzo de 2020 | 14:00 | Sheriff Tiraspol | 2-1     | Dinamo-Auto Tiraspol |

### Disputa del tercer lugar
| Fecha              | Hora  | Partido        | Partido | Partido       |
| ------------------ | ----- | -------------- | ------- | ------------- |
| 6 de marzo de 2020 | 14:00 | Dacia Buiucani | 4-2     | Milsami Orhei |

### Final
| Fecha              | Hora  | Partido          | Partido | Partido           |
| ------------------ | ----- | ---------------- | ------- | ----------------- |
| 7 de marzo de 2020 | 14:00 | Sfântul Gheorghe | 2-0     | Petrocub Hîncești |

### Campeón
| Campeón: Sfântul Gheorghe 1º título |

## Goleadores
| 7 goles - Vadim Gulceac | 4 goles - Sergiu Plătică - Roman Volkov | 3 goles - Alexandru Mateescu - Vasile Smîntînă | 2 goles - Vladimir Ambros - Marius Iosipoi - Nichita Murovanii - Dan Puşcaş - Eugeniu Rebenja - Vasile Stefu - Ihor Krashnevskyi - Andriii Panych |